# Heliconius beata
Heliconius beata är en fjärilsart som beskrevs av Riffarth 1907. Heliconius beata ingår i släktet Heliconius och familjen praktfjärilar. Inga underarter finns listade i Catalogue of Life.